# هيلمار سودربرغ
هيلمار سودربرغ (بالسويدية: Hjalmar Söderberg)‏ (2 يوليو 1869، ستوكهولم في السويد - 14 أكتوبر 1941، كوبنهاغن في الدنمارك)؛ شاعر، صحفي، مترجم، كاتب مسرحي، كاتب وروائي سويدي.

## روابط خارجية
- هيلمار سودربرغ على موقع IMDb (الإنجليزية)
- هيلمار سودربرغ على موقع الموسوعة البريطانية (الإنجليزية)
- هيلمار سودربرغ على موقع قاعدة بيانات الفيلم (الإنجليزية)